# Mohamed Ataallah
Mohamed Ataallah, connu aussi sous le nom de Romain Atala, né le 26 mai 1939 à Ksar El Kebir au Maroc, et mort le 23 mars 2014 à Caen en France, est un peintre franco-marocain dont l’œuvre porte la marque d’un entre-deux culturel.

## Biographie
Né à Ksar El Kebir Maroc du Nord, il fut l’un des premiers marocains à avoir eu accès à l’École des beaux-arts de Tetouan. Elève de Mariano Bertuchi très jeune il acquiert la maitrise du dessin, des jeux de lumière et d’ombre. Après des études à l’école des beaux arts de Séville, à l’académie de Rome, à l’institut central de conservation et de restauration de Madrid, il revient au Maroc en 1963. Passionné d’archéologie, il est chargé des fouilles de la Province de Tanger et de la région Nord du Maroc, durant cette période il s’investira sur le site de Lixus, notamment à la restauration de la mosaïque du Dieu océan. Parallèlement, il participe à la création de l’association nationale des beaux arts  et en 1968 rejoint le groupe des artistes qui avec Farid Belkahia enseignent à l’École des beaux-arts de Casablanca. C’est à cette époque qu’il conçoit un module reproductible à l’infini inspiré de la tradition des zelliges qu’il soumet aux variations des superpositions, décalages, jeux des couleurs, des matières et de la lumière.
En 1969 il participe activement au mouvement « présence plastique » et  aux expositions-manifestes place Djemaa El Fna à Marrakech puis place du 16 novembre à Casablanca, avec Mohamed Hamidi, Farid Belkahia, Mohamed Chebaa, et Mohamed Melihi. En 1972 il vient en France où il sera enseignant à l’école des beaux-arts de Caen jusqu’en 2004 . Il crée et anime durant plusieurs décennies des lieux de rencontres et de diffusion artistiques à Caen (Atelier de Recherche Esthétique ARE, galerie point 7). Il y tissera des liens  avec des artistes sud-américains comme Carlos Cruz-Diez,  Jesus-Rafael Soto,  Hugo Demarco, avec l’artiste systématique Véra Molnar  ainsi qu’avec des poètes sonores dont son ami Brion Gysin. Son travail artistique abstrait et systématique puise dans les ressources informatiques et s’applique non seulement à la peinture mais à la photographie, à la vidéo, au cinéma expérimental et aux installations.

## Expositions

### Individuelles
- 1957 Palais Mudejar - Séville, librairie des Colonnes - Tanger
- 1962 Galerie Venise cadre - Tanger
- 1972 Galerie nationale Bab Rouah - Rabat, installation café théâtre de Casablanca (spectacle "les bonnes" de Jean Genet), Galerie 77 -Marrakech
- 1976 ARE Caen
- 1977 Bibliothèque municipale - Caen
- 1980 "Arabesques" Hôtel d'Escoville - Caen
- 1983 Faculté des beaux arts de Madrid
- 1992 Installation "carré d'Atala"  Faculté des Beaux arts - Séville
- 1993 Portraits photographiques de Brion Gysin librairie Hémisphère -Caen
- 1994 Installation "carré d'Atala" École des Beaux-Arts Caen - Saint Aubin sur mer - plage d'Houistream
- 1995 Point 7 Caen
- 2005 Galerie bleue Marrakech
- 2006 Royal Nautique Club Sale - Expression nord - Galerie Lineart Tanger
- 2007 Rétrospective 1956-61 Galerie Lawrence & Arnott Tanger
- 2009 Galerie Dar d'art Tanger
- 2010 "permutation/création" Bab Rouah Rabat
- 2012/2013 exposition itinérante organisée par l'Institut Cervantes Casablanca, Fès, Marrakech, Rabat, Tanger, Tétouan

### Collectives
- 1957 "peintres marocains" Exposition itinérante  au Maroc et au Musée des arts San Francisco, États-Unis
- 1959 3e foire d'Alexandrie Égypte
- 1962 "peintres contemporains de l'école de Paris et peintres marocains" Rabat
- 1963 Rencontre internationale de peintres et sculpteurs Rabat
- 1965 "Peinture marocaine" Palacio de cristal Madrid
- 1966 "Peintres de Tétouan" Bibliothèque espagnole Tétouan
- 1967 5e Biennale de Paris
- 1969 "Présence plastique" expositions-manifestes  place Djemaa el Fna - Marrakech, place du 167 novembre Casablanca
- 1973 "grands et jeunes d'aujourd'hui" Grand Palais Paris
- 1974 Salon de Mai Musée d'Art Moderne Paris
- 1978 "Génération" Théâtre de Caen
- 1979 "Cercle carré, triangle" Hôtel d'Escoville Caen
- 1980 "art systématique" Projection Caen
- 1981 Triennale de l'abstraction Caen
- 1982 "Champ des possibilités" et "Écriture/lecture" ARE Caen
- 1995 "Polyptyque" au Domaine - , Rencontre des arts plastique Sépulcre - Caen
- 1996  "Art et sciences" au Sépulcre Caen
- 2005 "Artistes contemporains en Basse normandie" Sépulcre -Caen , "un aperçu sur l'art contemporain au Maroc" Palais de la Bahia Marrakech
- 2008 "peintres arabes et italiens" Galerie Bab Rouah Rabat
- 2020 "Maroc une identité moderne" IMA Institut du Monde Arabe Tourcoing
- 2021 "Trilogia marroqui 1950-2020" Museo Reina Sofia Madrid
- 2021 "Group dynamics - collectives of the modernist period" Musée Lenbachaus Munich
- 2023 "Casablanca Art School: : Platforms and Patterns for a Postcolonial Avant-Garde 1962–1987" Tate St Ives
- 2024 "Casablanca Art School: : Platforms and Patterns for a Postcolonial Avant-Garde 1962–1987 Sharjah Foundation
- 2024 "Présences Arabes.  Art moderne et décolonisation. Paris, 1908-1987"  MAM Paris Musée d'Art Moderne- Paris

## Filmographie
Romain ATALA par Gérard Courant cinematon#305 https://www.youtube.com/watch?v=RbSFc3betQ0